# Razecueillé
Razecueillé é uma comuna francesa na região administrativa de Occitânia, no departamento de Alta Garona. Estende-se por uma área de 6,50 km². Em 2010 a comuna tinha 37 habitantes (densidade: 5,7 hab./km²).